# Базал
Базал (баш. Баҙал) — хребет на Южном Урале. Находится в Бурзянском районе Башкортостана.
Длина хребта — 25 км; ширина — от 4 до 7 км; высота — 878 м. Вытянут с северо-запада на юго-восток от горы Акбиик высотой 888 м до реки Белая.
Хребет с множеством ложбин и котловин, асимметричными склонами. Состоит из песчаников, известняков и доломитов зигальгинской и авзянской свит среднего рифея. Ландшафты — дубовые, липовые, сосновые леса.
Выделяются вершины Кэзэ-Таш — «Козлиный Камень», Ак-Бейек — «Белая высота», Кымыз-Тубэ — «Кумысный холм» с высотами от 473 до 807 м.

## Топонимика
Название хребта произошло предположительно от древнетюркского слова Баҙал — «горный лук (черемша)».